# Unlock My World
Unlock My World es el primer álbum de estudio del grupo femenino de Corea del Sur fromis_9. Fue lanzado el 5 de junio de 2023 por Pledis Entertainment y distribuido por Hybe Corporation y YG Plus. El álbum contiene diez pistas, incluyendo su sencillo principal titulado «#Menow».
Este corresponde al primer trabajo musical de fromis_9 como un grupo de ocho miembros, tras la salida de Jang Gyu-ri en julio de 2022.

## Antecedentes y lanzamiento
El 14 de febrero de 2023, medios surcoreanos confirmaron que fromis_9 se estaba preparando para el lanzamiento de su primer álbum de larga duración durante el primer trimestre del 2023. «fromis_9 está programado para regresar a mediados de marzo. Recientemente terminaron de filmar un vídeo musical en Corea. Esta vez, el grupo lanzará un álbum completo por primera vez desde su debut. Pronto lanzaremos un teaser de regreso y un programa de promoción», señalaron desde su casa discográfica.
Tres meses después, el 15 de mayo, una foto de adelanto publicada reveló que el primer álbum de larga duración del grupo llevaría por título Unlock My World, y que sería lanzado el 5 de junio de 2023.

## Lista de canciones
| CD / Descarga digital |                        | |                                                             |                                     |          |  |
| N.º                   | Título                 | Letras | Música                                                      | Arreglos                            | Duración |  |
| 1.                    | «Attitude»             | Seo Jung Ah                                                                                                   | C'SA, BYMORE                                                | BYMORE                              | 3:10     |  |
| 2.                    | «#Menow»               | Cho Su Jin | SVEA, Celine Svanbäck, Jeppe London Bilsby, Stally, PATEKO  | Jeppe London Bilsby, Stally, PATEKO | 2:49     |  |
| 3.                    | «Wishlist»             | Park Ji-won                                                                                                   | Lee Beom Hun (PRISMFILTER), Hannah Jang, Park Ji-won        | Lee Beom Hun (PRISMFILTER)          | 2:56     |  |
| 4.                    | «In the Mirror»        | danke, Lee Seu Ran, Baek Ji-heon                                                                              | Christian Fast, Malin Johansson, Johannes Willinder         | Johannes Willinder                  | 3:31     |  |
| 5.                    | «Don't Care»           | Lee Seu Ran                                                                                                   | Scott Stoddart, Paulina Cerrilla, AVENUE 52                 |                                     | 3:22     |  |
| 6.                    | «Prom Night»           | Cho Yoon Kyung, Baek Ji-heon                                                                                  | C'SA, Ish Hokhmah                                           | Ish Hokhmah                         | 3:26     |  |
| 7.                    | «Bring It On»          | Noh Joo Hwan, Cazzi Opeia                                                                                     | "hitman" Bang, Slow Rabbit, Cazzi Opeia                     | "hitman" Bang, Slow Rabbit          | 2:51     |  |
| 8.                    | «What I Want»          | danke | Justin Reinstein, Anna Timgren                              | Justin Reinstein                    | 3:29     |  |
| 9.                    | «My Night Routine»     | Lee Seu Ran                                                                                                   | Park Ki Tae, Elum (PRISMFILTER), Lee Seo-yeon, Lee Na-gyung | Park Ki Tae                         | 2:57     |  |
| 10.                   | «눈맞춤» (Eye Contact) | Baek Ji-heon, Song Ha-young, Lee Na-gyung, Lee Sae-rom, Lee Chae-young, Park Ji-won, Lee Seo-yeon, Roh Ji-sun | Nmore, Shannon, Song Ha-young                               | Nmore                               | 3:30     |  |
| 32:01                 |                        | |                                                             |                                     |          |  |

## Reconocimientos

### Listados
| Publicación | Lista                            | Ranking | Ref.  |
| ----------- | -------------------------------- | ------- | ----- |
| Paste       | The 20 Best K-pop Albums of 2023 | 19.º    | [ 7 ] |

## Historial de lanzamiento
| País          | Fecha              | Formato                         | Sello                |
| ------------- | ------------------ | ------------------------------- | -------------------- |
| Corea del Sur | 5 de junio de 2023 | CD, descarga digital, streaming | Pledis Entertainment |